# 张逢铿
张逢铿（1922年2月12日—2019年9月10日），男，安徽歙县人，美籍华裔地球物理学家，极地探险家。1958年11月17日抵达南极洲，是第一个登上南极大陆的中国人。有一座南极山峰（张峰）以他命名。

## 生平
1922年生。安徽歙县岔口镇人。在黄山市先后就读柏山学校、休宁中学（省立徽州中学）。湖南大学矿冶系毕业。1952年12月经香港赴美留学，先后在墨西哥大学、圣路易大学攻读地球物理及物理探勘专业，获硕士学位。之后，他参加了1957-1960年“国际地球物理年”组织的南极探险队。1958年11月17日清晨6时15分，成为第一个登上南极大陆探险考察的中国人。
1963年2月8日，美国政府为表彰张逢铿的突出贡献，特将南纬70°44′、西经126°38′的一座南极山峰，命名为“张峰”，并颁发政府金质奖章和奖状。
2019年9月10日在美国旧金山去世。

## 脚注
1. ↑  . 人民日报. 1992年12月27日: 第8版.
2. ↑  . www.oceanol.com.   [2019-05-17]. （原始内容存档于2019-05-17）.
3. ↑  . 澎湃新闻. 2019-09-22.